# Diecéze Alindao
Diecéze Alindao je diecéze římskokatolické církve, nacházející se ve Středoafrické republice.

## Území
Diecéze zahrnuje území prefektury Basse-Kotto.
Biskupským sídlem je město Alindao, kde se nachází hlavní chrám – katedrála Nejsvětějšího Srdce.
Rozděluje se do 5 farností. K roku 2020 měla 113 370 věřících, 8 diecézních kněží, 2 řeholní kněze, 2 řeholníky a 3 řeholnice.

## Historie
Diecéze byla zřízena 18. prosince 2004 bulou Quadraginta per annos papeže Jana Pavla II., z části území diecéze Bangassou.

## Seznam biskupů
- Peter Marzinkowski, C.S.Sp. (2004–2014)
- Cyr-Nestor Yapaupa (od 2014)